# Højere jægere
Ved højere jægere forstås sådanne samfundskulturer som har jagt som sit altovervejende ernæringsgrundlag. I særdeleshed gælder det, at mændene forstår jagten og har udviklet særlige, specialiserede våben og redskaber til støtte for denne, mens kvinderne bruger al deres tid på forarbejdning af skind, ben og lignende til dækning af alle daglige behov.
Højere jægere forekommer fortrinsvis i sådanne egne, hvor indsamling af planter og/eller agerbrug ikke er mulig men til gengæld forudsætningerne for jagt og fiskeri er gode i form af et mangfoldigt dyre- og fugleliv, således i de arktiske egne. Højere jægere kendes dels fra det nordøstlige Sibiriens kyster mod vest over Nordamerika (med afstikkere sydover til indlandets stepper og prærier) til Grønland mod øst, dels fra stammer på den sydamerikanske pampas.
Blandt de redskaber, som højere jægere har udviklet, kan være bue og pil, kastetræ, harpuner, spyd, men tillige skindbåde (kano, kajak), snesko, slæder og lignende.